# Provokant
Provokant (Eigenschreibweise: PROVOkant) war eine deutsche Interview-Zeitschrift. Sie beschäftigte sich mit gesellschaftspolitischen Themen und wollte den kulturvollen und toleranten Dialog zwischen Querdenkern und Andersdenkenden befördern. Die Zeitschrift richtete sich an Leser, die sich für alternative Denk- und Lösungsansätze im gesellschaftlichen Leben interessieren.

## Geschichte
Provokant erschien erstmals 2007 auf dem deutschen Zeitschriftenmarkt. Der Name Provokant sollte die Philosophie der Publikation verdeutlichen: Provokant im Sinne der aufgegriffenen Themen und Fragestellungen zu sein und sich gleichzeitig, wie von dem Philosophen Kant angeregt, der Gesellschaft und ihrer Veränderung zu widmen. Letztmals erschien Provokant im Herbst 2009, danach wurde die Zeitschrift eingestellt.

## Erscheinungsweise
Die Zeitschrift erschien vierteljährlich. Die Auflage betrug 12.000 Exemplare. Auf der Website der Zeitschrift konnte man Texte aller bisher erschienenen Ausgaben nachlesen. Seit der ersten Ausgabe im Jahr 2008 erschien Provokant mit dem ständigen Beiheft „Krebs als Chance“. Dieses Beiheft war die Mitgliederzeitschrift des Verbandes „Krebs 21 e.V.“ (ehemals „Menschen gegen Krebs e.V.“).